# Pranciškus Tupikas
Pranciškus Tupikas (*  2. Januar 1929 in Papilė, Rajongemeinde Akmenė; † 16. Juli 2015) war ein litauischer Pädagoge und Politiker.

## Leben
Nach dem Abitur in Viekšniai  in der Rajongemeinde Mažeikiai absolvierte Tupikas das Diplomstudium am Kūno kultūros institutas in Kaunas und arbeitete danach als Lehrer und Schuldirektor, Leiter der Bildungsabteilung in  Naujoji Akmenė und Vilnius. 
Von 1968 bis 1972 war Pranciškus Tupikas Lehrer und danach Direktor der Sportschule Vilnius, von 1978 bis 1990 Sportlehrer und Direktor der 47. Sekundarschule Vilnius (jetzt Spindulio-Progymnasium) in Karoliniškės.
Er nahm an der Tätigkeit bei Sąjūdis teil und wurde Mitglied im Seimas, ausgewählt im Wahlbezirk Karoliniškės der litauischen Hauptstadt. Ab 1996 lebte er in den Vereinigten Staaten und ab 2010 wieder in Litauen.
Tupikas Frau starb 1989, mit der er eine Tochter hatte.